# Antonín Perner
Antonín Perner   (Libeň, 29 de gener de 1899 - 24 de novembre de 1973) és un exfutbolista txec de la dècada de 1920.
Fou 28 cops internacional amb la selecció txecoslovaca amb la qual participà en els Jocs Olímpics d'Estiu de 1920.
Pel que fa a clubs, defensà els colors de l'Sparta Praga.